# کارو (آفریقای جنوبی)
کارو (به لاتین: Karoo) یک منطقه طبیعی نیمه‌بیابانی در آفریقای جنوبی است که در کیپ شمالی واقع شده‌است. این منطقه سدی تقریباً غیرقابل نفوذ از کیپ تاون به سمت مناطق داخلی پدیدآورده است و ماجراجویان، مسافران، شکارچیان و کاوشگران اولیه آن را به شکل منطقه‌ای ترسناک به دلیل گرما و سرمای زیاد، سیل و خشکی زیاد توصیف کرده‌اند. این منطقه امروزه نیز دارای گرما و سرمای زیاد است و میانگین بارندگی سالانه آن بین ۵۰ تا ۲۰۰ میلی‌متر در دشت‌ها و نقاط هموار است که در کوهستان‌ها به ۲۵۰ تا ۵۰۰ میلی‌متر می‌رسد. با این حال منابع آب زیرزمینی در کارو یافت می‌شود که استقرار دائمی انسان، مزرعه‌داری و پرورش گوسفند را امکان‌پذیر ساخته‌است.